# Ádám Gyurcsó
Ádám Gyurcsó (Tatabánya, 6 de marzo de 1991) es un futbolista húngaro que juega en la demarcación de delantero para el Budapest Honvéd F. C. de la Nemzeti Bajnokság II.

## Selección nacional
Tras jugar en la selección de fútbol sub-21 de Hungría, finalmente hizo su debut con la selección absoluta el 1 de junio de 2012 en un encuentro contra la República Checa que finalizó con un resultado de 1-2 a favor del combinado húngaro tras los goles de Michal Kadlec para la República Checa, y de Balázs Dzsudzsák y del propio Ádám Gyurcsó para Hungría. Además disputó la clasificación para la Copa Mundial de Fútbol de 2014 y la clasificación para la Copa Mundial de Fútbol de 2018.

### Goles internacionales
| # | Fecha                   | Estadio                                | Oponente        | Gol | Resultado | Competición                                          |
| - | ----------------------- | -------------------------------------- | --------------- | --- | --------- | ---------------------------------------------------- |
| 1 | 1 de junio de 2012      | Generali Arena, Praga, República Checa | República Checa | 1-2 | 1–2       | Amistoso                                             |
| 2 | 10 de octubre de 2016   | Estadio Skonto, Riga, Letonia          | Letonia         | 0-1 | 0–2       | Clasificación para la Copa Mundial de Fútbol de 2018 |
| 3 | 13 de noviembre de 2016 | Groupama Arena, Budapest, Hungría      | Andorra         | 3–0 | 4-0       | Clasificación para la Copa Mundial de Fútbol de 2018 |

## Clubes
| Club                           | País    | Año       | Partidos | Goles |
| ------------------------------ | ------- | --------- | -------- | ----- |
| Videoton F. C.                 | Hungría | 2008-2011 | 14       | 5     |
| Kecskeméti T. E. (cedido)      | Hungría | 2011      | 24       | 4     |
| Videoton F. C.                 | Hungría | 2011-2016 | 155      | 30    |
| Pogoń Szczecin                 | Polonia | 2016-2018 | 75       | 10    |
| H. N. K. Hajduk Split          | Croacia | 2018-2019 | 55       | 12    |
| Puskás Akadémia F. C. (cedido) | Hungría | 2019-2020 | 35       | 15    |
| H. N. K. Hajduk Split          | Croacia | 2020-2021 | 19       | 3     |
| N. K. Osijek                   | Croacia | 2021      | 5        | 1     |
| AEK Larnaca                    | Chipre  | 2021-2024 | 93       | 18    |
| Anorthosis Famagusta           | Chipre  | 2024-2025 | 24       | 4     |
| Budapest Honvéd F. C.          | Hungría | 2025-     |          |       |

## Palmarés

### Títulos nacionales
| Título              | Club           | País    | Año  |
| ------------------- | -------------- | ------- | ---- |
| Nemzeti Bajnokság I | Videoton F. C. | Hungría | 2011 |
| Nemzeti Bajnokság I | Videoton F. C. | Hungría | 2015 |